# سبوه لاز-میناسیان
سبوه لاز-میناسیان (ارمنی: Սեպուհ Լազ-Մինասյան؛  زادهٔ ۱۸۲۵ - درگذشته ۱۸۸۷) نمایش‌نامه‌نویس، مترجم اهل ارمنستان بود.

## زندگی‌نامه
وی در ۱۸۲۵ در کنستانتینوپل به دنیا آمد و از کالج موراد-رافائلیان فارغ‌التحصیل گشت.  وی در ۱۸۸۷ در سن ۶۲ سالگی درگذشت.